# Zámecká Dyje
Zámecká Dyje je náhon, který tvoří jižní rameno řeky Dyje v Lednicko-valtickém areálu poblíž obce Lednice v okrese Břeclav v Jihomoravském kraji. Od Dyje se odděluje v jejím říčním kilometru 39,7 pod obcí Bulhary a dále meandruje jižním okrajem dyjské nivy kolem Nejdku k Lednici. Tam protéká severním okrajem obce a v těsné blízkosti lednického zámku také zámeckým parkem, kde napájí Růžový rybník a Zámecký rybník. Východně od Zámeckého rybníka ústí do Staré Dyje.

## Využití
Dolní část toku od maurské vodárny a bývalé vodní elektrárny je spolu s částí Staré Dyje využívána pro turistickou plavbu, jedná se o účelovou vodní cestu. Na Zámecké Dyji se nachází neveřejné přístaviště Pod zámkem, které je určeno pro osobní lodní dopravu.